# Ленка Коткова
| Відкриті астероїди: 248 | Відкриті астероїди: 248 |
| --- | ----------------------- |
| (7670) Кабелач | 20 серпня 1995          |
| (7849) Яньйосефрич [1] | 18 квітня 1996          |
| (7897) Богушка | 12 березня 1995         |
| (8217) Домінікгашек [1] | 21 квітня 1995          |
| (8229) Козелський [2] | 28 грудня 1996          |
| (8557) Шароун | 23 липня 1995           |
| (9449) Петрбонди | 4 листопада 1997        |
| (9671) Гемера | 5 жовтня 1997           |
| (10173) Ганзелказикмунд [1] | 21 квітня 1995          |
| (10215) Лавілледемірмонт | 20 вересня 1997         |
| (10626) Заіц | 10 січня 1998           |
| (10634) Пепібіцан | 8 квітня 1998           |
| (10919) 1998 AQ8 | 10 січня 1998           |
| (11101) Ческафілгармонія | 17 вересня 1995         |
| (11201) Таліх | 13 березня 1999         |
| (11325) Славіцкій | 17 вересня 1995         |
| (11326) Ладіславсхміед | 17 вересня 1995         |
| (11333) Форман [1] | 20 квітня 1996          |
| (11388) 1998 VU4 | 11 листопада 1998       |
| (11408) Заграднік | 13 березня 1999         |
| (11598) Кубік | 22 липня 1995           |
| (11736) Вікторфісхл | 19 серпня 1998          |
| (12002) Суесс [1] | 19 березня 1996         |
| (12006) 1996 OO | 20 липня 1996           |
| (12051) Піха | 2 травня 1997           |
| (12054) 1997 TT9 | 5 жовтня 1997           |
| (12468) Захотин | 14 січня 1997           |
| (12781) 1995 EA8 | 12 березня 1995         |
| (13226) Соулія | 20 вересня 1997         |
| (13406) Секора | 2 жовтня 1999           |
| (14124) Каміл | 28 серпня 1998          |
| (14550) Легкий | 27 жовтня 1997          |
| (14980) Густавбром | 5 жовтня 1997           |
| (15382) Віан | 20 вересня 1997         |
| (15392) Будеіцкий | 11 жовтня 1997          |
| (15403) Мерігнац | 9 листопада 1997        |
| (15898) Кгарастертеам [1] | 26 серпня 1997          |
| (15902) Достал | 13 вересня 1997         |
| (15917) Росагавел | 28 жовтня 1997          |
| (15925) Рокіцани | 10 листопада 1997       |
| (17600) Добржиховіце | 18 вересня 1995         |
| (17625) Йосефлада [1] | 14 січня 1996           |
| (18460) Пецкова | 5 серпня 1995           |
| (18838) Сганнон [3] | 18 липня 1999           |
| (19291) Карелземан [1] | 6 червня 1996           |
| (19364) Семафор | 21 вересня 1997         |
| (20496) Єник | 22 серпня 1999          |
| (20497) Марженка | 4 вересня 1999          |
| (21229) Сушил | 22 вересня 1995         |
| (21655) Ніклаусвіртг | 8 серпня 1999           |
| (21664) Конрадзусе | 4 вересня 1999          |
| (21801) Анчерл | 2 жовтня 1999           |
| (21804) Вацлавнойман | 4 жовтня 1999           |
| (21985) Шейна | 2 грудня 1999           |
| (22505) Левіт | 19 жовтня 1997          |
| (22697) Манек | 7 вересня 1998          |
| (23583) Кршивский | 22 вересня 1995         |
| (23648) Коларж | 1 лютого 1997           |
| (23710) 1997 UJ | 20 жовтня 1997          |
| (24046) Малованы | 2 жовтня 1999           |
| (24829) 1995 SH1 | 22 вересня 1995         |
| (24967) 1998 AX8 | 14 січня 1998           |
| (25358) 1999 TY3 | 2 жовтня 1999           |
| (26897) 1995 PJ | 5 серпня 1995           |
| (26986) Чаславска | 4 листопада 1997        |
| (27132) Єжек [1] | 11 грудня 1998          |
| (27344) Весевлада | 26 лютого 2000          |
| (27960) Добіаш | 21 вересня 1997         |
| (27974) Дрейсл | 19 жовтня 1997          |
| (27978) Лубослука | 29 жовтня 1997          |
| (27986) Гануш | 4 листопада 1997        |
| (28019) Вархал | 14 січня 1998           |
| (28107) Sapar | 22 вересня 1998         |
| (29419) 1997 AD18 | 13 січня 1997           |
| (29456) Евакрхова | 24 вересня 1997         |
| (29471) Спейбл | 27 жовтня 1997          |
| (29472) Гурвінек | 27 жовтня 1997          |
| (29473) Крейчи [1] | 21 жовтня 1997          |
| (29484) Гонзавеселы | 9 листопада 1997        |
| (29528) 1998 AN8 | 10 січня 1998           |
| (31027) 1996 HQ | 18 квітня 1996          |
| (31324) Йіржімразек | 27 квітня 1998          |
| (33058) Коваржик [1] | 22 жовтня 1997          |
| (35237) Матзнер | 22 серпня 1995          |
| (35356) Вондрак [1] | 25 вересня 1997         |
| (35367) 1997 UW7 | 28 жовтня 1997          |
| (35459) 1998 DG20 | 27 лютого 1998          |
| (36055) 1999 RP31 | 5 вересня 1999          |
| (36174) 1999 SW2 [2] | 23 вересня 1999         |
| (36184) 1999 TQ17 | 14 жовтня 1999          |
| (36226) Мацкеррас | 31 жовтня 1999          |
| (36235) Сергебаудо | 1 листопада 1999        |
| (37939) Гашлер | 16 квітня 1998          |
| (38240) 1999 PB1 | 8 серпня 1999           |
| (38674) Тешинско | 9 серпня 2000           |
| (39802) 1997 UO9 | 29 жовтня 1997          |
| (40137) 1998 QO60 | 28 серпня 1998          |
| (40410) Пршигода | 4 вересня 1999          |
| (40718) 1999 SU2 | 21 вересня 1999         |
| (41222) 1999 XH15 | 2 грудня 1999           |
| (41473) 2000 PU9 | 9 серпня 2000           |
| (44234) 1998 QE29 | 26 серпня 1998          |
| (44712) 1999 TJ5 | 4 жовтня 1999           |
| (44853) 1999 UR4 | 31 жовтня 1999          |
| (46722) Іренеадлер [1] | 2 вересня 1997          |
| (46860) 1998 QP60 | 27 серпня 1998          |
| (48629) 1995 SP | 18 вересня 1995         |
| (48694) 1996 HP | 18 квітня 1996          |
| (48781) 1997 SL | 20 вересня 1997         |
| (48782) Фіерз | 20 вересня 1997         |
| (49110) 1998 SU2 [1] | 16 вересня 1998         |
| (49247) 1998 TL6 | 13 жовтня 1998          |
| (51261) 2000 JH64 | 13 травня 2000          |
| (51323) 2000 LQ8 | 4 червня 2000           |
| (52597) 1997 RM9 | 15 вересня 1997         |
| (52603) 1997 TV9 | 5 жовтня 1997           |
| (52608) 1997 TM19 | 10 жовтня 1997          |
| (53057) 1998 XZ16 | 10 грудня 1998          |
| (53263) 1999 FW6 | 25 березня 1999         |
| (55860) 1997 BQ6 | 31 січня 1997           |
| (58372) 1995 SQ | 18 вересня 1995         |
| (58440) 1996 HV [1] | 21 квітня 1996          |
| (58494) 1996 UF1 | 19 жовтня 1996          |
| (58578) Жидек | 24 вересня 1997         |
| (58579) Егренберг | 24 вересня 1997         |
| (58602) 1997 TG25 | 11 жовтня 1997          |
| (58818) 1998 HE2 | 20 квітня 1998          |
| (59237) 1999 CF2 | 8 лютого 1999           |
| (60000) Мімінко | 2 жовтня 1999           |
| (60001) Аделька | 4 жовтня 1999           |
| (60008) 1999 TP16 | 14 жовтня 1999          |
| (63446) 2001 NV9 | 15 липня 2001           |
| (63687) 2001 QH154 | 30 серпня 2001          |
| (67713) 2000 UF1 | 22 жовтня 2000          |
| (69950) 1998 VW4 | 12 листопада 1998       |
| (70180) 1999 QM2 | 31 серпня 1999          |
| (70433) 1999 TS3 | 2 жовтня 1999           |
| (70448) 1999 TS15 [3] | 7 жовтня 1999           |
| (70681) 1999 US4 | 31 жовтня 1999          |
| (70722) 1999 VY | 1 листопада 1999        |
| (72447) 2001 DP [1] | 16 лютого 2001          |
| (73934) 1997 SO2 | 24 вересня 1997         |
| (74601) 1999 RK3 | 5 вересня 1999          |
| (79442) 1997 UX | 22 жовтня 1997          |
| (79753) 1998 TK6 | 13 жовтня 1998          |
| (80179) Вацлавкнолл | 1 листопада 1999        |
| (81971) Туронцлавере [4] | 22 серпня 2000          |
| (82464) 2001 OE17 [1] | 21 липня 2001           |
| (85330) 1995 QO | 23 серпня 1995          |
| (85479) 1997 NF3 | 9 липня 1997            |
| (85503) 1997 TF25 | 10 жовтня 1997          |
| (85509) 1997 UY7 | 28 жовтня 1997          |
| (85841) 1998 YR6 [5] | 20 грудня 1998          |
| (90819) 1995 SN | 18 вересня 1995         |
| (90936) 1997 TN19 | 11 жовтня 1997          |
| (90937) 1997 TP19 | 11 жовтня 1997          |
| (91215) 1999 AN [6] | 5 лютого 1999           |
| (91431) 1999 RQ | 3 вересня 1999          |
| (91574) 1999 SV2 | 22 вересня 1999         |
| (91592) 1999 TU3 | 2 жовтня 1999           |
| (91850) 1999 UN7 | 31 жовтня 1999          |
| (92064) 1999 WA13 | 26 листопада 1999       |
| (92440) 2000 KG1 | 24 травня 2000          |
| (94258) 2001 CZ36 | 14 лютого 2001          |
| (94266) 2001 DO [1] | 16 лютого 2001          |
| (96328) 1997 GC | 2 квітня 1997           |
| (96349) 1997 US7 | 23 жовтня 1997          |
| (96356) 1997 VH8 | 10 листопада 1997       |
| (96603) 1998 YH12 [5] | 20 грудня 1998          |
| (98095) 2000 RQ77 | 8 вересня 2000          |
| (98096) 2000 RR77 | 8 вересня 2000          |
| (98127) Вілгусова [1] | 24 вересня 2000         |
| (99919) 1999 RR31 | 8 вересня 1999          |
| (100308) 1995 HB [1] | 21 квітня 1995          |
| (100522) 1997 CA | 1 лютого 1997           |
| (101495) 1998 XJ3 | 10 грудня 1998          |
| (101903) 1999 RR | 3 вересня 1999          |
| (102215) 1999 TR3 | 2 жовтня 1999           |
| (102531) 1999 UP4 | 31 жовтня 1999          |
| (106172) 2000 UF | 19 жовтня 2000          |
| (108305) 2001 JX | 11 травня 2001          |
| (108306) 2001 JZ | 11 травня 2001          |
| (108641) 2001 NU9 | 15 липня 2001           |
| (118413) 1999 SP1 | 19 вересня 1999         |
| (119083) 2001 NT9 | 15 липня 2001           |
| (120736) 1997 TA17 | 9 жовтня 1997           |
| (120742) 1997 VW1 | 4 листопада 1997        |
| (121004) 1998 YQ27 | 29 грудня 1998          |
| (121210) 1999 QG2 | 25 серпня 1999          |
| (121322) 1999 SQ1 | 19 вересня 1999         |
| (122280) 2000 PQ8 | 8 серпня 2000           |
| (123851) 2001 CB37 | 14 лютого 2001          |
| (129829) 1999 RP | 3 вересня 1999          |
| (129884) 1999 TB4 | 2 жовтня 1999           |
| (131181) 2001 CT41 [1] | 15 лютого 2001          |
| (131352) 2001 JA1 | 11 травня 2001          |
| (134441) 1998 SK36 | 27 вересня 1998         |
| (136823) 1997 QR | 26 серпня 1997          |
| (137076) 1998 XK3 | 10 грудня 1998          |
| (137497) 1999 VH | 1 листопада 1999        |
| (138654) 2000 RP77 | 8 вересня 2000          |
| (138980) 2001 CY36 | 14 лютого 2001          |
| (150162) 1997 SO | 20 вересня 1997         |
| (150275) 1999 TR16 | 14 жовтня 1999          |
| (152592) 1995 SK1 | 22 вересня 1995         |
| (152627) 1997 DF | 26 лютого 1997          |
| (152818) 1999 UK4 | 29 жовтня 1999          |
| (155395) 1995 SA5 | 25 вересня 1995         |
| (157825) 1997 RE8 [2] | 12 вересня 1997         |
| (157872) 1999 GJ6 | 14 квітня 1999          |
| (160697) 2000 LB15 | 4 червня 2000           |
| (162095) 1998 QC29 | 25 серпня 1998          |
| (162187) 1999 QR2 | 31 серпня 1999          |
| (162478) 2000 OT9 | 31 липня 2000           |
| (164688) 1997 SO1 | 21 вересня 1997         |
| (171512) 1998 RP20 | 14 вересня 1998         |
| (173275) 1999 TQ16 | 14 жовтня 1999          |
| (178846) 2001 JT | 10 травня 2001          |
| (181884) 1999 RS28 | 8 вересня 1999          |
| (181905) 1999 SR1 | 20 вересня 1999         |
| (187809) 1999 TS16 | 14 жовтня 1999          |
| (189458) 1999 RO31 | 4 вересня 1999          |
| (190314) 1997 VU1 [1] | 1 листопада 1997        |
| (190325) 1998 QQ60 | 27 серпня 1998          |
| (192636) 1999 QL2 | 31 серпня 1999          |
| (193631) 2001 CA37 | 14 лютого 2001          |
| (193870) 2001 QF154 [2] | 29 серпня 2001          |
| (200183) 1999 RO | 3 вересня 1999          |
| (200359) 2000 PB7 [1] | 1 серпня 2000           |
| (202951) 1999 RE | 3 вересня 1999          |
| (213050) 1998 TS3 | 12 жовтня 1998          |
| (213251) 2001 CS41 [1] | 15 лютого 2001          |
| (218068) 2002 FX1 | 18 березня 2002         |
| (219038) 1995 SK | 17 вересня 1995         |
| (234117) 1999 WZ12 | 26 листопада 1999       |
| (234357) 2001 JA5 | 13 травня 2001          |
| (240295) 2003 FK2 | 23 березня 2003         |
| (243776) 2000 SH | 18 вересня 2000         |
| (246928) 1999 CV2 | 9 лютого 1999           |
| (246959) 1999 TV3 | 2 жовтня 1999           |
| (269703) 1997 UR7 | 23 жовтня 1997          |
| (270027) 2001 JS | 10 травня 2001          |
| (275565) 1999 SZ9 | 27 вересня 1999         |
| (279606) 2011 ER24 [1] | 22 липня 2001           |
| (280281) 2003 FF1 | 22 березня 2003         |
| (282120) 2001 CU41 [1] | 15 лютого 2001          |
| (285753) 2000 UE1 | 22 жовтня 2000          |
| (322781) 2001 OD17 [1] | 21 липня 2001           |
| 1. 1 разом з Петр Правец 2. 2 разом з Марек Волф 3. 3 разом з Петер Кушнірак 4. 4 разом з Jeanem Montanné 5. 5 разом з Aleš Kolář 6. 6 разом з Luděk Vašta |                         |

Ленка Коткова (чеськ. Lenka Kotková, до шлюбу Шароунова, 26 липня 1973) — чеська астрономка, першовідкривачка астероїдів, яка працює в обсерваторії Ондржейов. У період з 1994 до 2003 року відкрила загалом 248 астероїдів, 37 з яких виявила разом з іншими чеськими астрономами. Серед них, окрім астероїдів Головного пояса, також астероїд (9671) Гемера, який перетинає орбіту Марса, і астероїд (21804) Вацлавнойман, який входить до складу родини Хільди.
Ленка Коткова вивчала метеорологію на факультеті математики та фізики Карлова університету в Празі. Ще під час свого навчання вона почала працювати в астрономічному інституті і обсерваторії Академії наук Чехії в Ондржейов, де займалась створенням баз даних і обробкою результатів спектроскопічних і фотометричних спостережень астероїдів. Пізніше брала активну участь в пошуку і спостереженні навколоземних астероїдів, а також, поряд з такими астрономами як Петр Правец і Петер Кушнірак, вивчала більшість відомих подвійних астероїдів. В цей же період нею було виявлено близько половини всіх відкритих нею на даний момент астероїдів.
В даний час Коткова працює в відділі зоряної астрономії спостережень на двометровому дзеркальному телескопі і займається вивченням змінних зірок, за що в 2000 році отримала премію «Cenu Zdeňka Kvíze» за досягнення у вивченні змінних зірок.
На знак визнання її заслуг одному з астероїдів було надано її ім'я (10390) Ленка, а інший астероїд (60001) Аделька має ім'я її дочки.